# Crève, Smoochy, crève !
Pour plus de détails, voir Fiche technique et Distribution.
Crève, Smoochy, crève ! ou Mort à Smoochy au Québec (Death to Smoochy) est un film américain réalisé par Danny DeVito et sorti en 2002.

## Synopsis
Grâce à sa célèbre émission pour enfant, Smoochy, un gentil rhinocéros violet, connaît un succès phénoménal. Son audience explose et ses produits dérivés se vendent par milliers. Mais tout cela n'est pas du goût de Rudolph Smiley (Robin Williams), son prédécesseur qui lui voue une haine sans limites. Car c'est lui qui tenait ce rôle phare avant d'être remplacé pour des raisons obscures. Sheldon Mopes (Edward Norton), l'interprète de Smoochy, va même jusqu'à fréquenter Nora (Catherine Keener), qui travaille à la programmation, et qui est aussi l'ancienne compagne de Rudolph. Celui-ci finit donc par élaborer un plan pour que tout puisse redevenir comme avant.
Rudolf Smiley tend un piège à Sheldon Mopes : il fait croire que ce dernier a volontairement participé à un congrès de néo-nazis. L'innocent Sheldon est horrifié quand il s'aperçoit qu'il fait un show devant un public vêtu d'uniformes SS. La jeune femme Nora Wells ne croit pas à la bonne foi de Sheldon. De plus, Rudolf harcèle Sheldon et tente de le discréditer auprès de Nora Wells à la suite d'une citation inventée de toutes pièces « Pardon Judas, mais je te baise ».

## Fiche technique
- Titre français : Crève, Smoochy, crève !
- Titre québécois : Mort à Smoochy
- Titre original : Death to Smoochy
- Réalisation : Danny DeVito
- Scénario : Adam Resnick
- Images : Anastas N. Michos (de)
- Musique : David Newman
- Production : Andrew Lazar, Peter MacGregor-Scott
- Sociétés de production : FilmFour, Senator Film Produktion, Mad Chance et Jersey Films
- Distribution : Warner Bros. (États-Unis, France), Pathé Distribution (Royaume-Uni)
- Pays de production :  États-Unis,  Royaume-Uni,  Allemagne
- Langue originale : anglais
- Format : Dolby Digital DTS - 1.85 : 1 - 35 mm
- Genre : comédie noire
- Durée : 109 minutes
- Dates de sortie : 
  - États-Unis : 29 mars 2002
  - France : 1er janvier 2003, sortie direct en DVD le 10 septembre 2003

## Distribution
- Robin Williams (VF : Michel Papineschi ; VQ : Alain Zouvi) : Rudolph Smiley
- Edward Norton (VF : Damien Boisseau ; VQ : Antoine Durand) : Smoochy / Sheldon Mopes
- Danny DeVito (VF : Enrique Carballido ; VQ : Luis de Cespedes) : Burke Bennett
- Catherine Keener (VF : Carole Franck ; VQ : Nathalie Coupal) : Nora Wells
- Jon Stewart (VF : Dominique Collignon-Maurin ; VQ : Gilbert Lachance) : Marion Frank Stokes
- Pam Ferris (VF : Denise Metmer ; VQ : Johanne Léveillé) : Tommy Cotter
- Danny Woodburn (VF : Michel Mella ; VQ : Manuel Tadros) : Angelo Pike
- Michael Rispoli (VF : Patrick Borg) : Spinner Dunn
- Vincent Schiavelli (VF : Thierry Murzeau ; VQ : Denis Mercier) : Buggy Ding Dong
- Bruce McFee : Roy
- Harvey Fierstein (VF : Patrick Messe) : Merv Green

## Accueil
Le film a reçu un accueil défavorable de la critique. Il obtient un score moyen de 38 % sur Metacritic.